# Hang đá Vân Cương
Hang đá Vân Cương (chữ Hán: 云冈石窟 yúngāng shíkū, âm Hán Việt: Vân Cương thạch quật) trước đây là Hang đá Vũ Châu Sơn là một quần thể đền thờ hang động nằm ở ngoại ô phía tây thành phố Đại Đồng, Sơn Tây, Trung Quốc. Chúng là những ví dụ tuyệt vời về kiến trúc cắt đá và là một trong ba địa điểm điêu khắc Phật giáo cổ đại nổi tiếng nhất của Trung Quốc cùng với Long Môn và Mạc Cao.
Hang đá Vân Cương nằm cách thành phố Đại Đồng khoảng 16 km về phía tây trong một thung lũng sông dưới chân núi Vũ Châu Sơn. Tại đây nổi tiếng với các tác phẩm điêu khắc có niên đại thế kỷ 5, vào thời Bắc Ngụy giữa triều đại của Hưng An năm 453 và Thái Hòa năm 495. Tại đây có 53 hang đá lớn, 1.100 khám động cùng 51.000 hốc đá chứa các tượng Phật. Trên đỉnh vách đá của hang đá Vân Cương vẫn còn tồn tại một pháo đài từ thời nhà Minh.
Hang đá Vân Cương được khai quật ở phía nam của một vách đá sa thạch dài 2.600 ft và cao từ 30–60 ft. Năm 2001, hang đá Vân Cương được UNESCO công nhận là Di sản thế giới như là một kiệt tác nghệ thuật của hang động Phật giáo Trung Quốc đầu tiên và đại diện cho sự hợp nhất thành công của nghệ thuật biểu tượng tôn giáo Phật giáo từ Nam và Trung Á, với truyền thống văn hóa Trung Quốc bắt đầu từ thế kỷ thứ 5 dưới sự bảo trợ của triều đại hoàng gia. Vân Cương cũng được xếp hạng là Thắng cảnh loại AAAAA của Tổng cục Du lịch Trung Quốc.
Quần thể hang động này được mệnh danh là "Bảo tàng văn vật quan trọng" của Trung Quốc. Hang đá Vân Cương cùng với hang Mạc Cao ở Cam Túc, Hang đá Long Môn tại tỉnh Hà Nam và Hang đá Mạch Tích Sơn ở Cam Túc được mệnh danh là "Tứ đại hang đá lớn của Trung Quốc", tất cả chúng đều được liệt kê vào danh sách Di sản thế giới. Một công trình điêu khắc đá khác là Tượng khắc đá Đại Túc cũng là một bảo tàng nghệ thuật hang đá nổi tiếng của Trung Quốc và cũng là một Di sản thế giới của UNESCO.

## Vị trí
Hang đá Vân Cương nằm ở phía Nam chân núi Vũ Châu, phía tây thành phố Đại Đồng thuộc tỉnh Sơn Tây, Trung Quốc. Do nằm ở nơi có nhiều mây nên nó được gọi là Vân Cương.

## Lịch sử

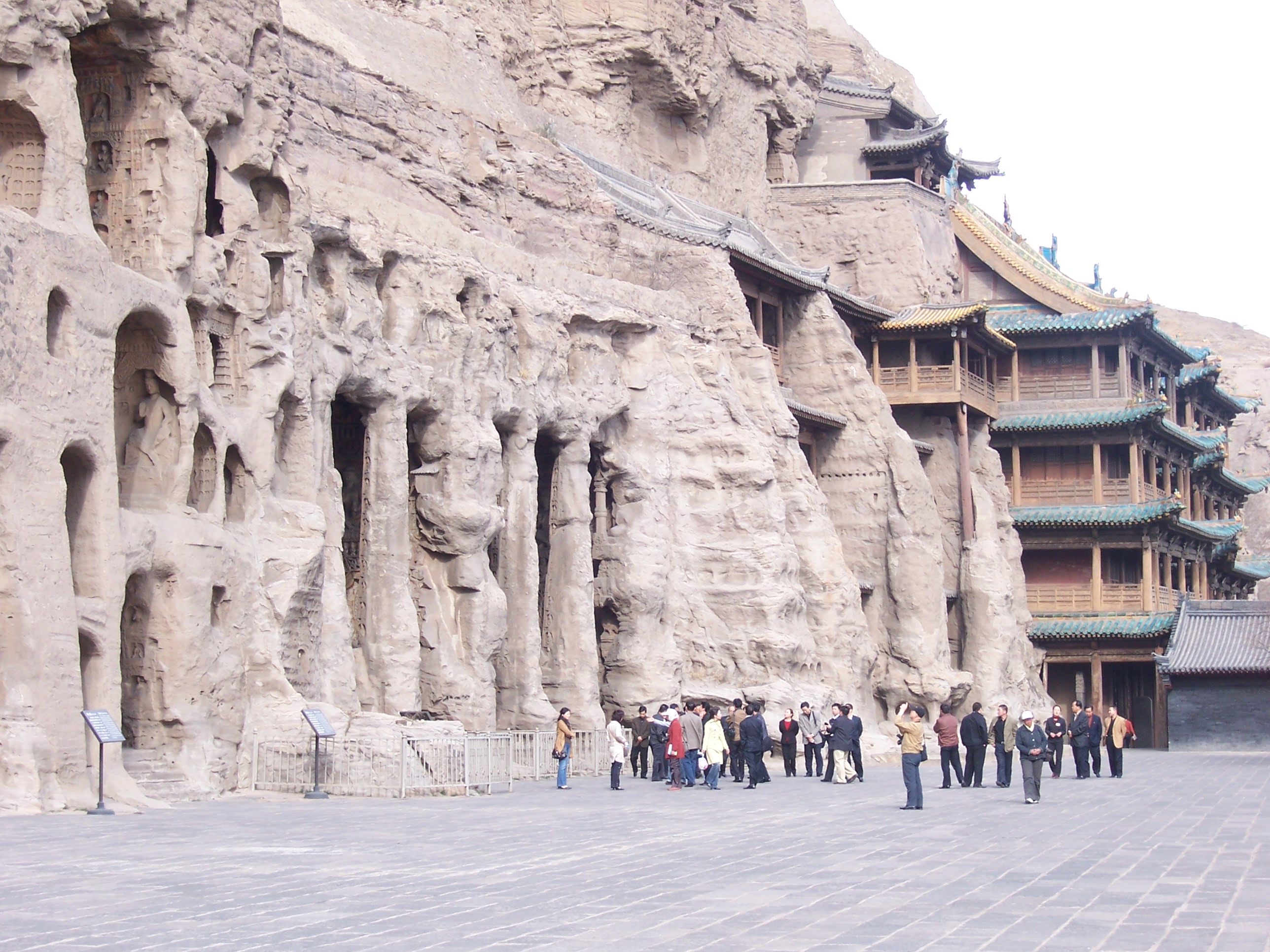
Hang 9

Sau sự suy tàn của nhà Tấn, các phần phía Bắc Trung Quốc nằm dưới sự kiểm soát của Bắc Ngụy. Họ đã xây dựng Bình Thành ngày nay là Đại Đồng trở thành thủ đô và nhanh chóng nhiều công trình đã mọc lên. Bắc Ngụy sớm chấp nhận Phật giáo là quốc giáo. Phật giáo đã lan đến đây thông qua Con đường tơ lụa cổ đại cực bắc dài khoảng 2600 km, nối liền Tây An đến Vũ Uy qua Kashgar trước khi đến vương quốc của người Parthia.
Hang đá bắt đầu được tạc khắc vào năm thứ hai Hưng An thời Bắc Ngụy tức năm 453 và các hang động đầu tiên được hoàn thành được đánh số từ 16-20 như hiện tại. Đến khoảng năm 471, giai đoạn xây dựng thứ hai bắt đầu và hoàn thành vào năm 494 với các hang từ 5-13 được xây dựng dưới sự giám sát của triều đình. Sau khi triều đình Bắc Ngụy dời đô đến Lạc Dương vào năm 494, tất cả các hang động được xây dựng sau đó nằm dưới sự bảo trợ của tư nhân quý tộc, hầu hết là các hang động nhỏ và được hoàn thành vào những năm giữa Chính Quan (năm 520 đến 525) và công việc sau đó phải dừng lại khi những cuộc nổi dậy trong khu vực diễn ra.
Kể từ sau đó, các hang động đá sa thạch bị ảnh hưởng bởi thời tiết khắc nghiệt. Nhiều trong số đó tiếp xúc trực tiếp với không khí ô nhiễm, bụi gió từ thành phố công nghiệp Đại Đồng, các mỏ, đường cao tốc và từ cả sa mạc Gobi gần đó khiến các bức tượng tại đây bị đe dọa. Trong thời nhà Liêu, nhiều bức tượng đã được làm mới cùng với việc tích hợp thêm "10 ngôi đền Vân Cương" từ 1049 đến 1060 nhằm bảo vệ các hang động chính. Tuy nhiên, nó đã bị phá hủy chỉ sau đó 60 năm trong một trận hỏa hoạn. Các tòa nhà bằng gỗ nằm trước hang 5 và 6 được xây dựng vào năm 1621, vào đầu triều đại nhà Thanh. Kể từ những năm 1950, các vết nứt trên sa thạch đã được khắc phục bằng cách trét vữa, và việc trồng rừng đã được thực hiện như là nỗ lực giảm ảnh hưởng từ những trận bão cát. Trong tháng 4 và 5 năm 1991, các thí nghiệm đo mức độ ô nhiễm không khí trong các hang đá Vân Cương được diễn ra.

## Mô tả

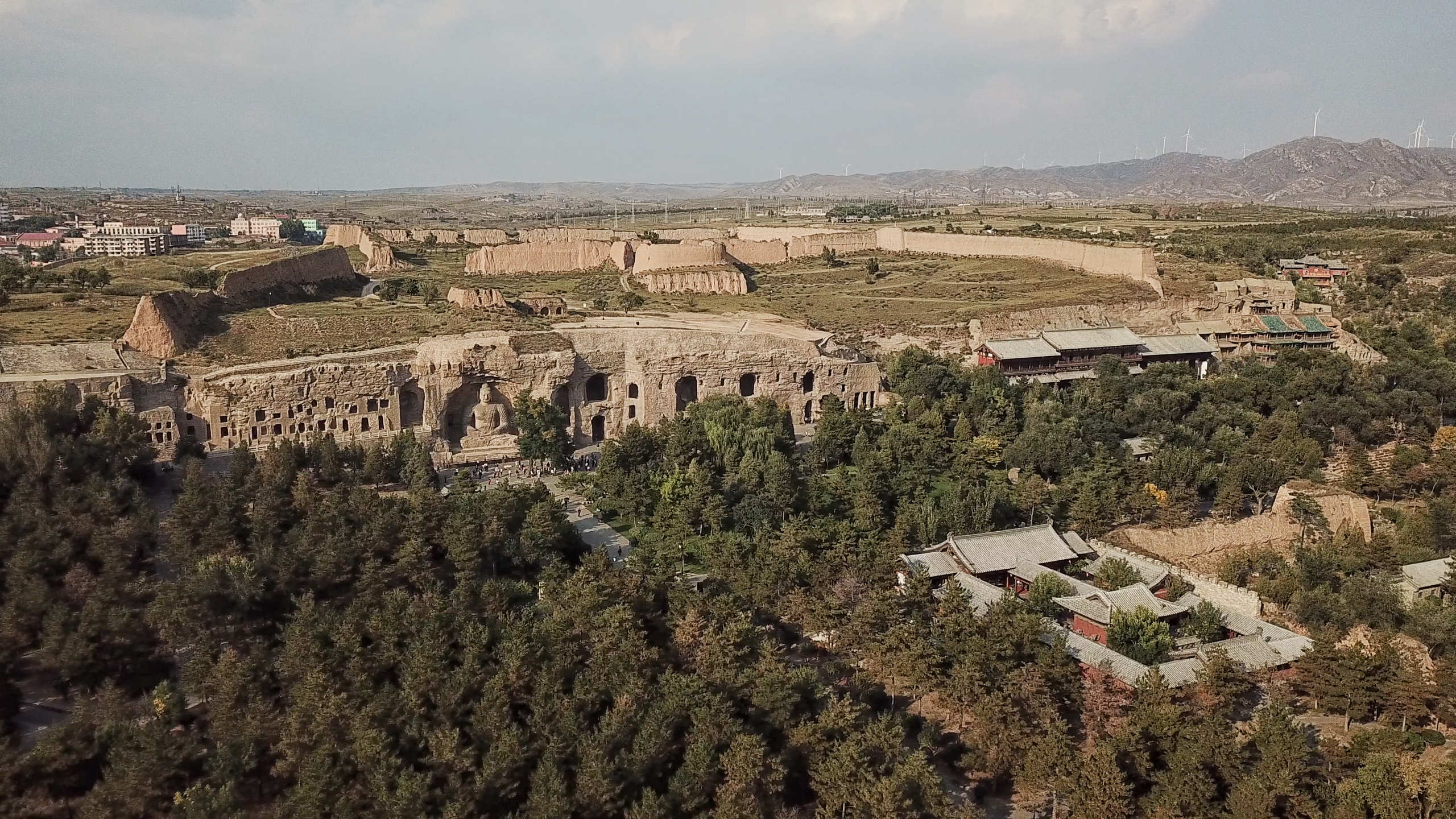
Ảnh toàn cảnh chụp trên không

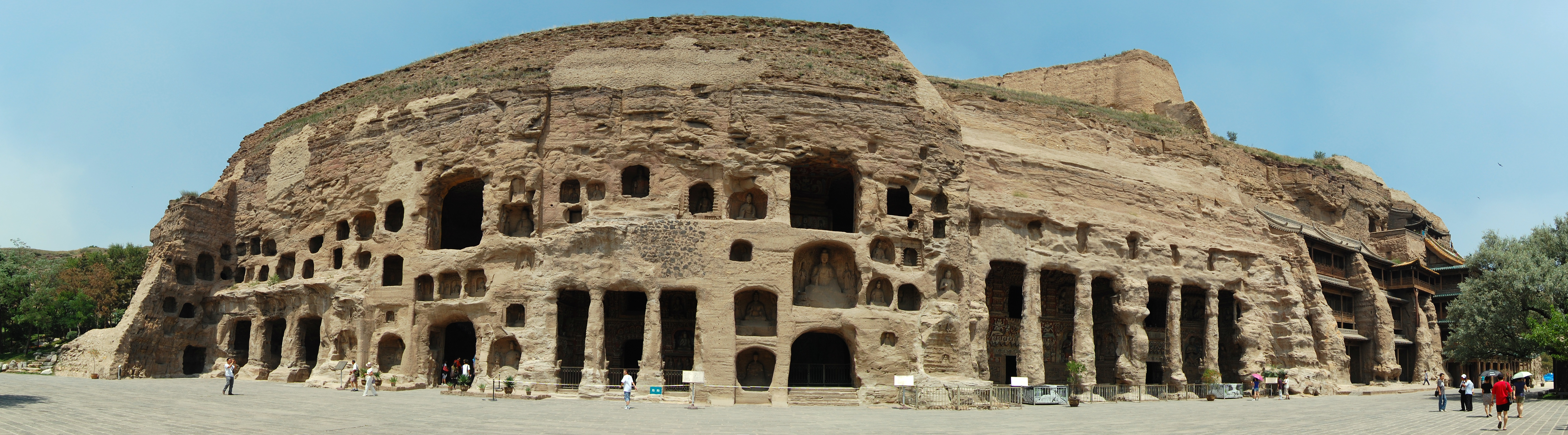
Toàn cảnh

Hang đá Vân Cương được tạc theo sườn núi dài khoảng một km chiều Đông sang Tây. Pho tượng Phật cao nhất đạt 17 mét, trong khi tượng nhỏ nhất chỉ 2 cm. Các pho tượng Bồ tát, lực sĩ, Phi thiên rất sinh động và hoạt bát.
Hai hang động thứ 1 và 2 nằm ở cuối phía đông, nằm cạnh nhau và được khai quật cùng lúc. Bố cục của chúng tương tự nhau với cửa và ô thoáng ngay bên trên, bên trong là cấu trúc vuông với một cột đá ở giữa được chạm khắc tỉ mỉ. Trên trần và xung quanh là rất nhiều hình ảnh tượng Phật. Hang thứ 3 lớn nhất tại Vân Cương tạc trong vách đá cao 25 mét. Phần giữa gần đỉnh là một hàng 12 ô thoáng hình chữ nhật, bên trong được chạm khắc rất nhiều hình ảnh về Đức Phật và Bồ tát. Nhìn vào phương pháp chạm khắc, đây có thể là tác phẩm dưới triều đại nhà Tùy hoặc Đường. Hang thứ 4 nằm tiếp giáp và nằm ở chính giữa khoảng sân trung tâm. Hang thứ 5 và 6 thông với nhau dễ dàng nhận thấy với một cấu trúc gỗ ở mặt tiền cao 4 tầng. Bên trong hang thứ 5 là bức tượng Phật cao 17 mét, là tượng Phật lớn nhất tại Vân Cương. Trung tâm của hang thứ 6 là một cột tháp đá liền từ trần xuống dưới sàn cao 15 mét với 2 tầng. Tại cột tháp và xung quanh tường đều được tạc rất nhiều hình ảnh về Đức Phật.
Hang thứ 7 và 8 cũng được nối liền nhau với mặt tiền là cấu trúc gỗ cao 3 tầng và bên trong hang thứ 7 cũng là một bức tượng Phật lớn. Từ hang 11 đến 13 nối liền nhau. Ở giữa hang 11 là cột đá từ trần xuống sàn. Ở mọi mặt là những bức tượng Phật với dòng chữ khắc ở hướng bắc có niên đại từ thời Bắc Ngụy. Ở giữa hang 13 là tượng Di lặc cao 12 mét. Hang thứ 14 có một bức tượng đã bị phong hóa. Hang thứ 15 nổi bật với hơn 10.000 bức tượng Phật nhỏ được gọi là "Động vạn Phật". Các hang từ 16 đến 20 có lẽ là những hang động đẹp nhất tại Vân Cương với những bức tượng Phật vô cùng tráng lệ, uy nghi. Mỗi hang đều có một bức tượng Phật lớn trong nhiều tư thế. Hang thứ 18 là một tượng Phật đứng cao 15 mét, còn tại hang thứ 20, cột đá ở trước hang đã bị sụp đổ khiến tượng Phật tại đây trở thành một tượng Phật ngoài trời. Bức tượng Phật tại hang được điêu khắc rất tinh xảo với khuôn mặt đẹp và đầy đặn, là tượng Phật nổi bật nhất của Vân Cương. Từ hang số 21 đến hang số 45 và một số hang đá chưa được đánh số đa phần được phát hiện sau năm thứ 18 Thái Hòa thời Bắc Ngụy (năm 494).

## Hình ảnh

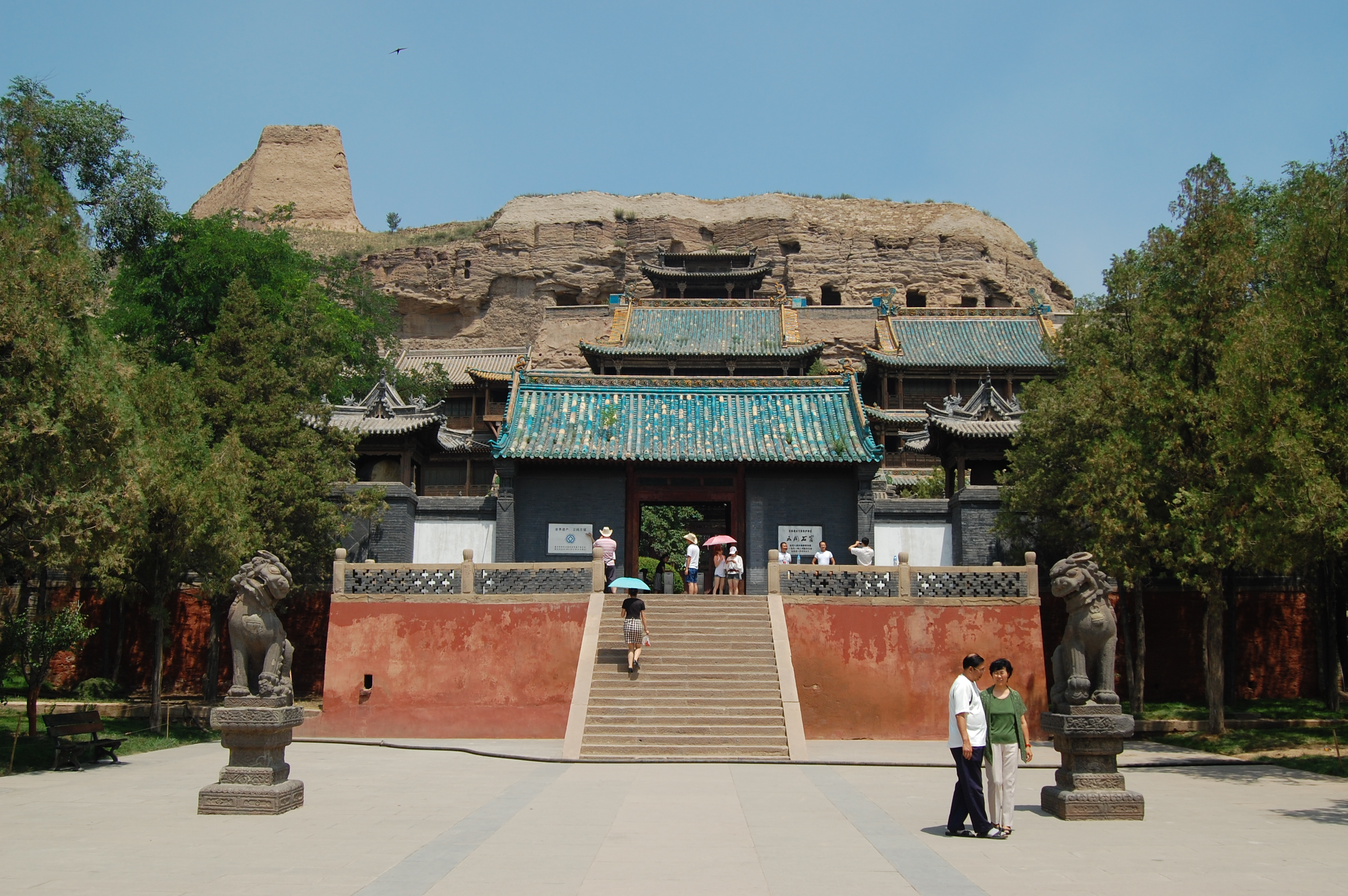
Cổng vào
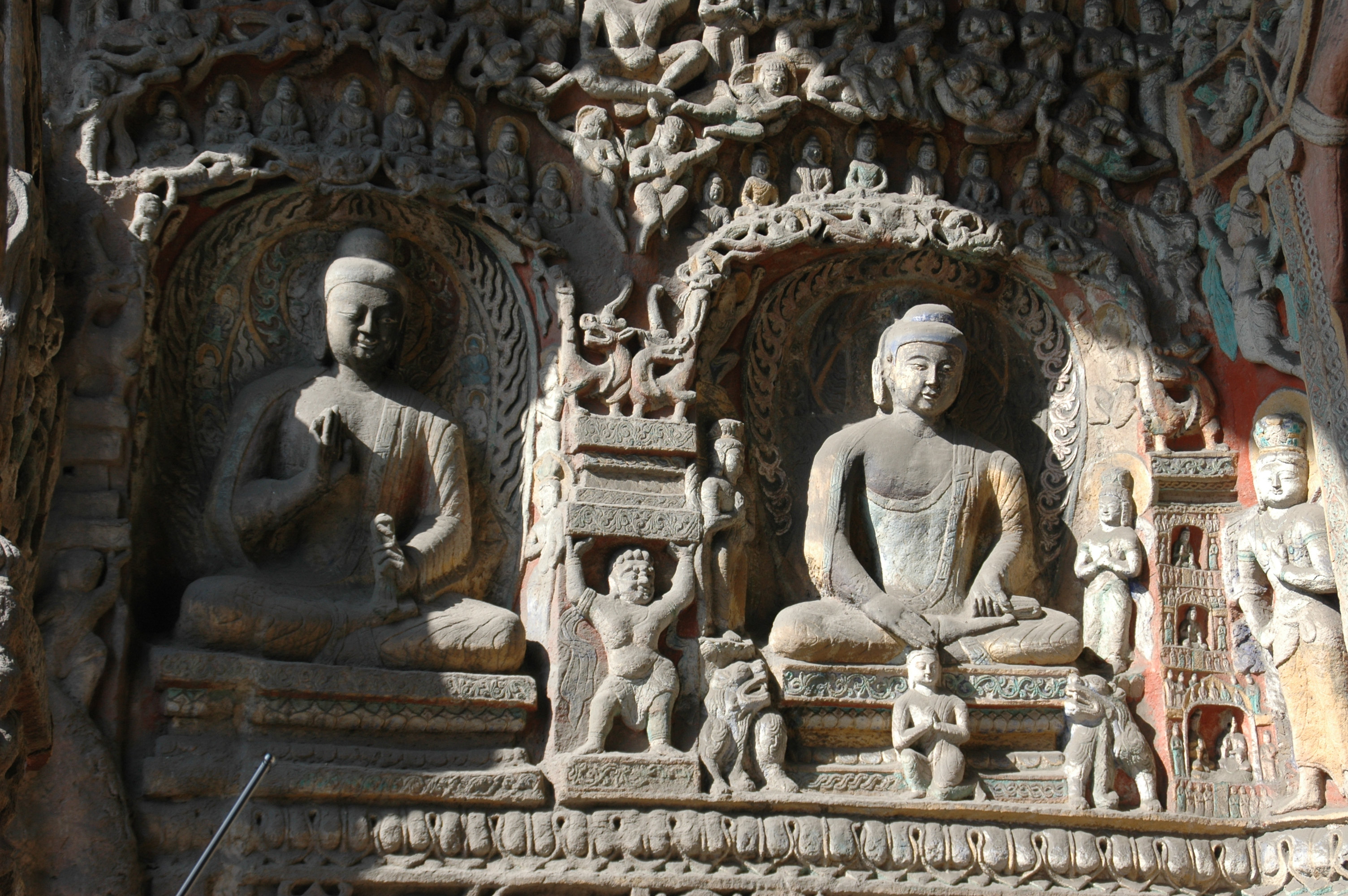
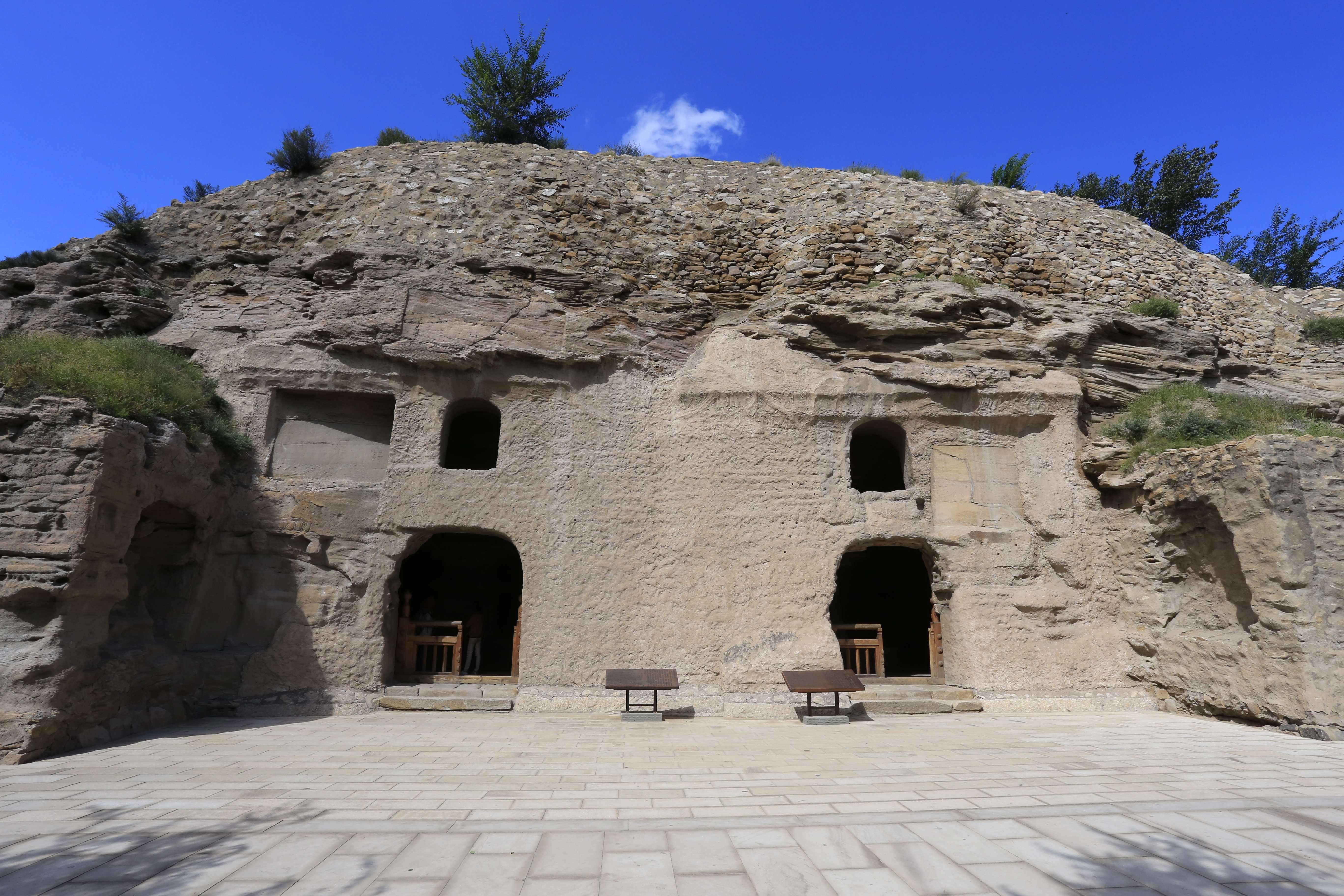
Hang 1 và 2
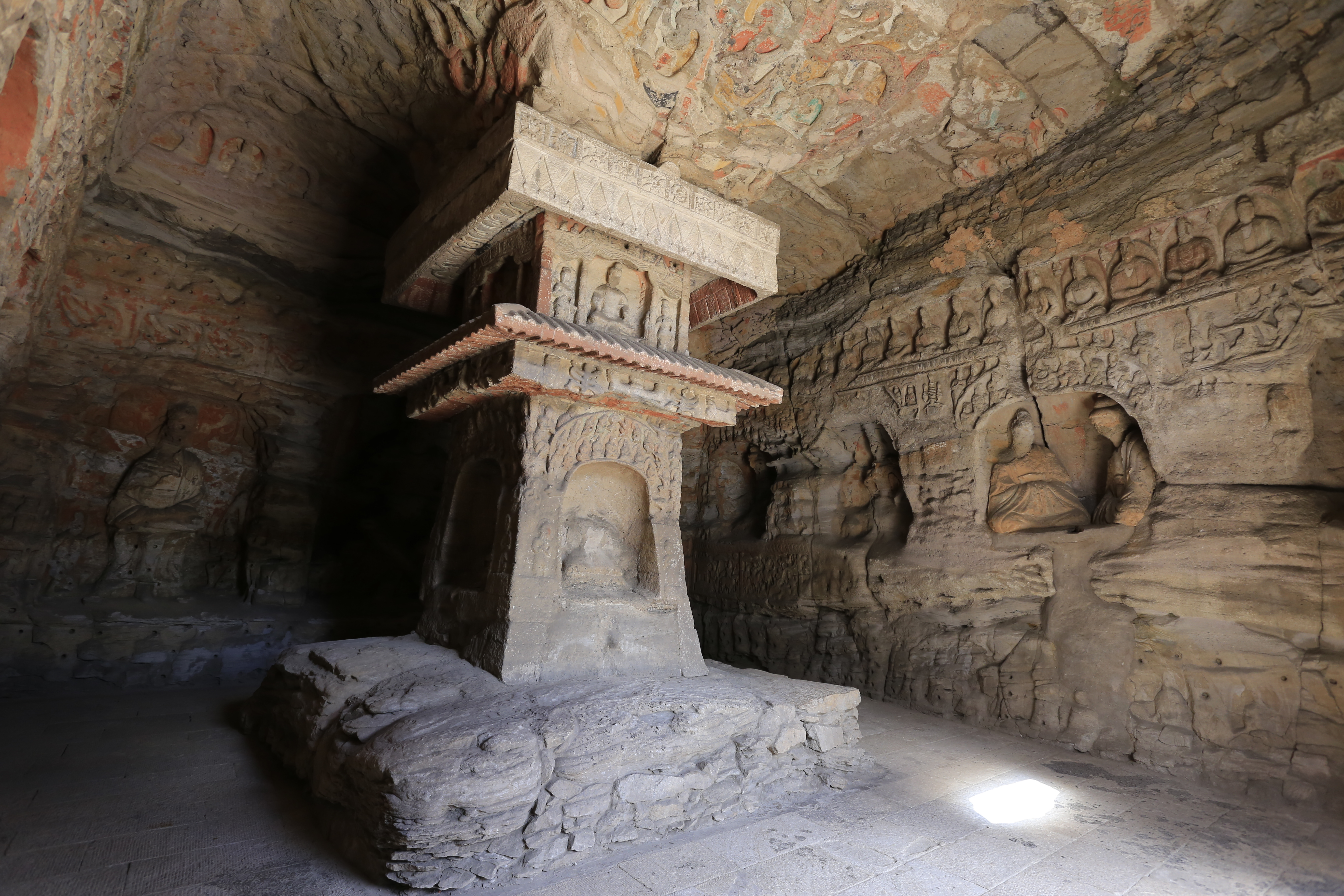
Bên trong hang 1
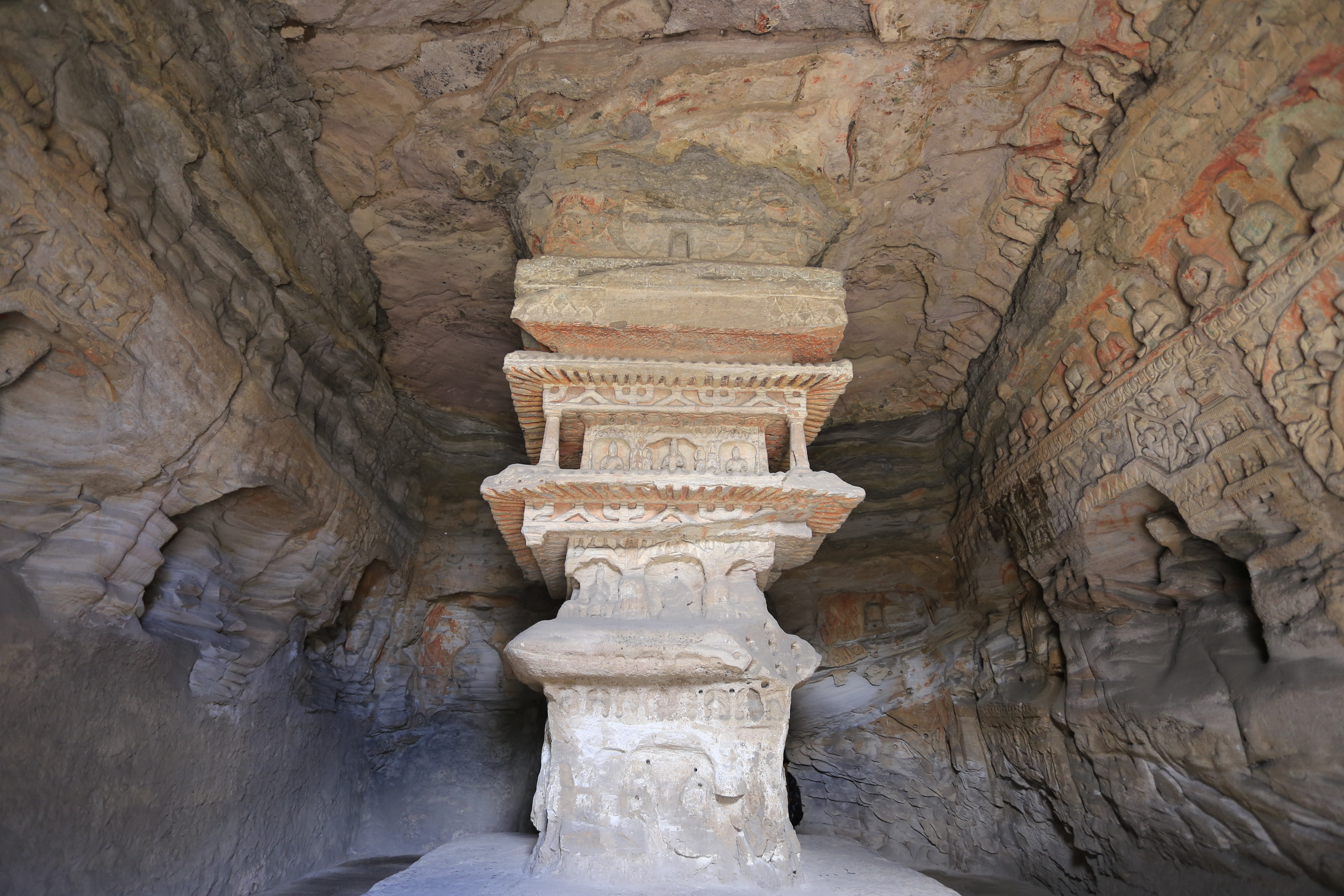
Bên trong hang 2
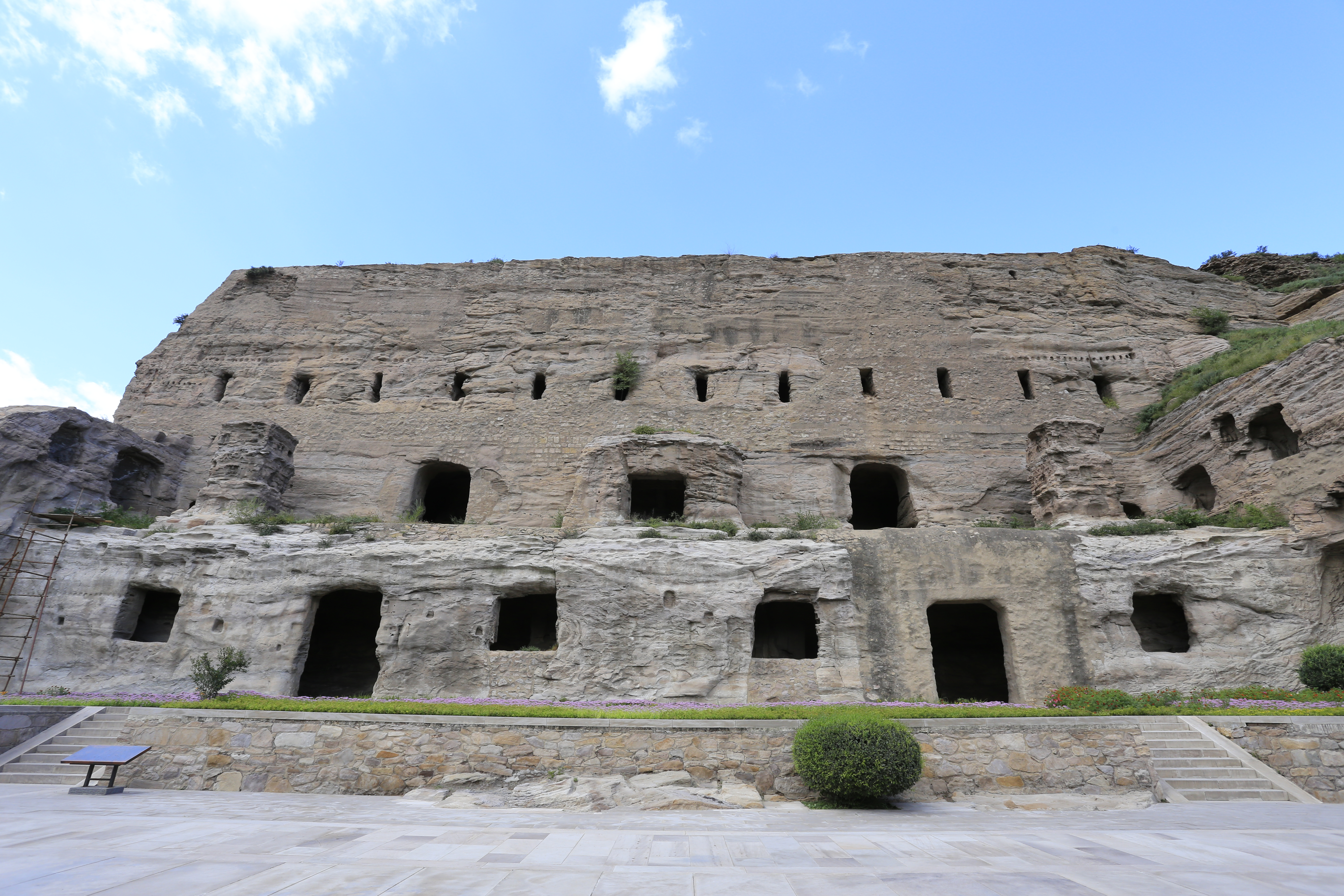
Hang 3
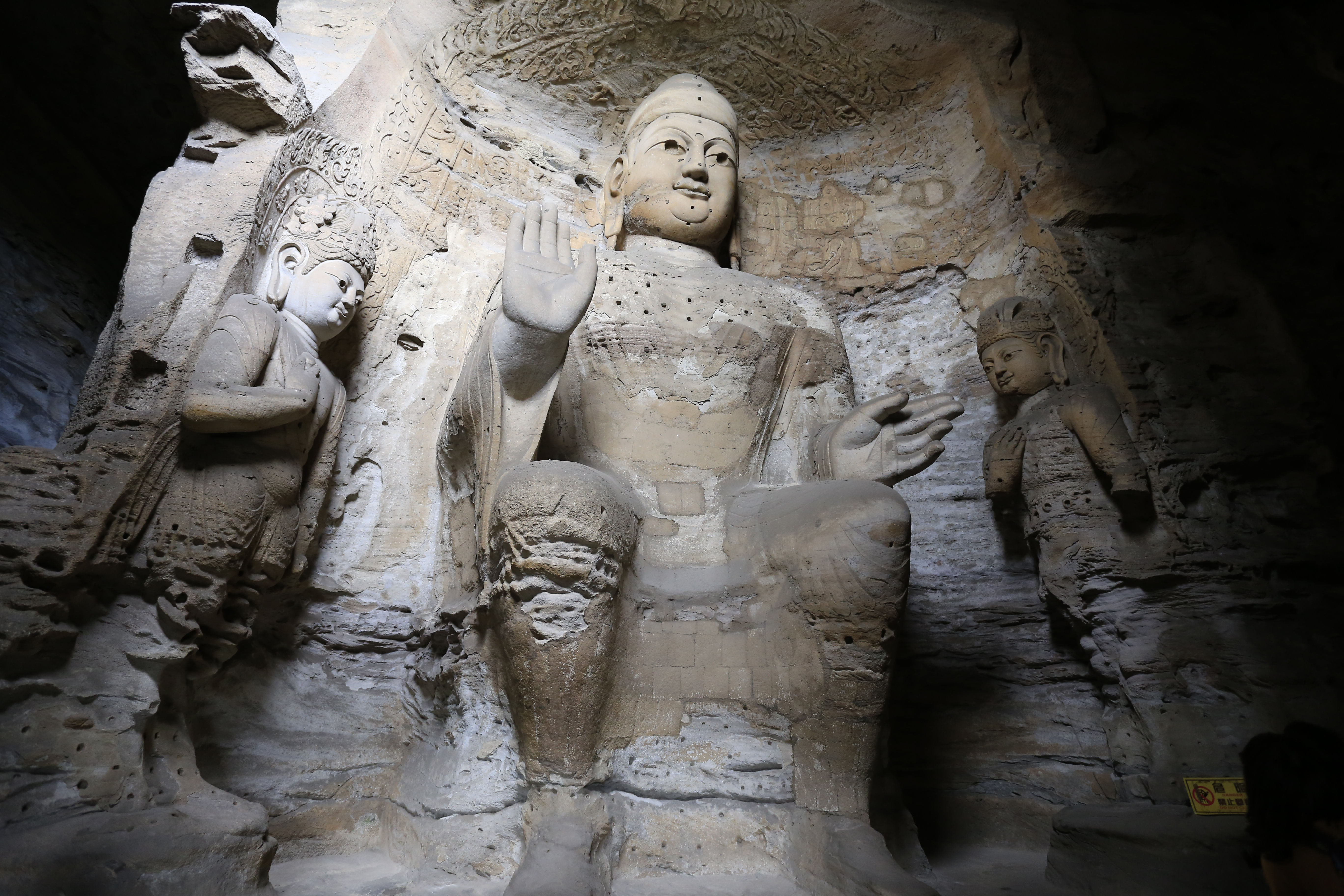
Bên trong hang 3
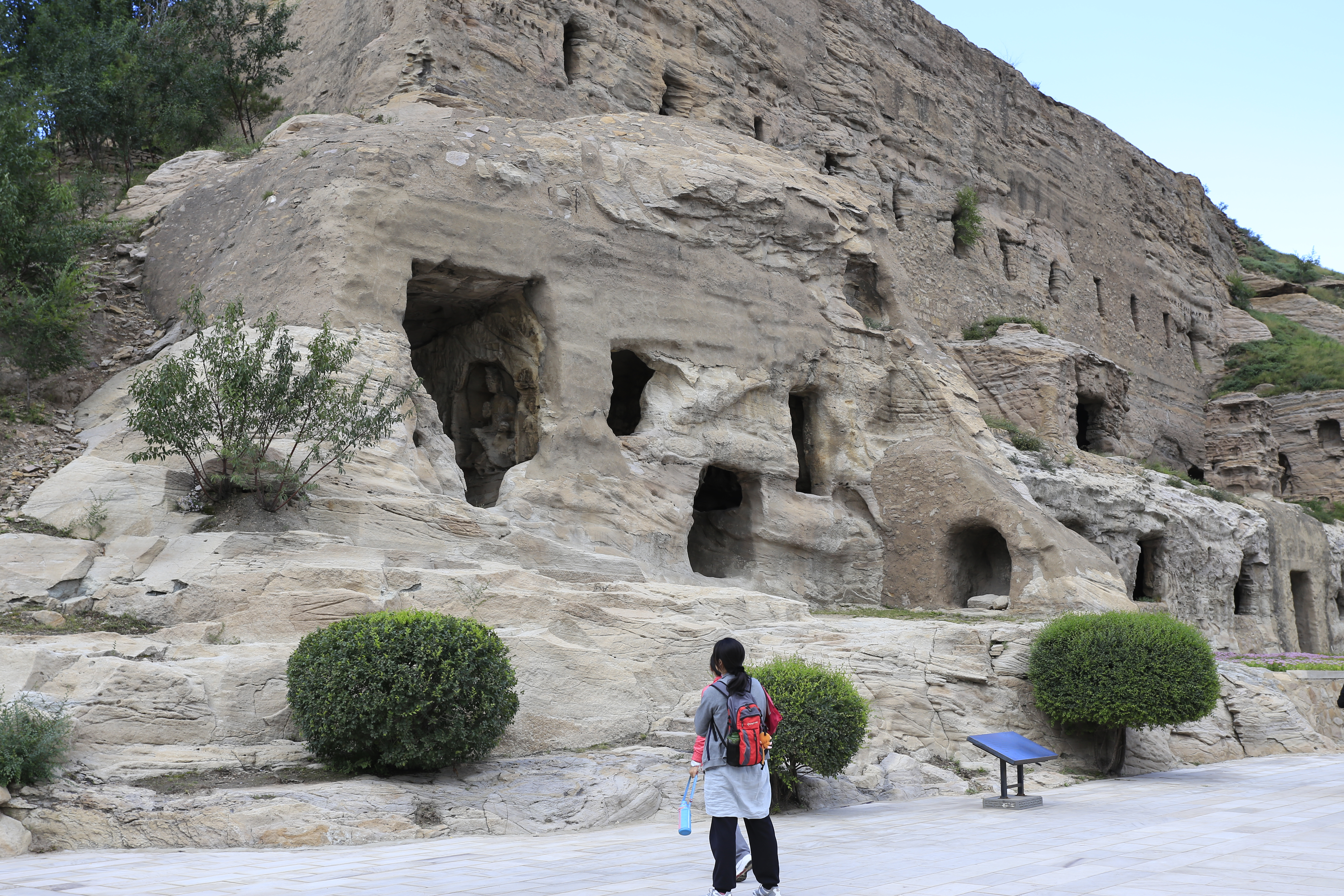
Hang 4
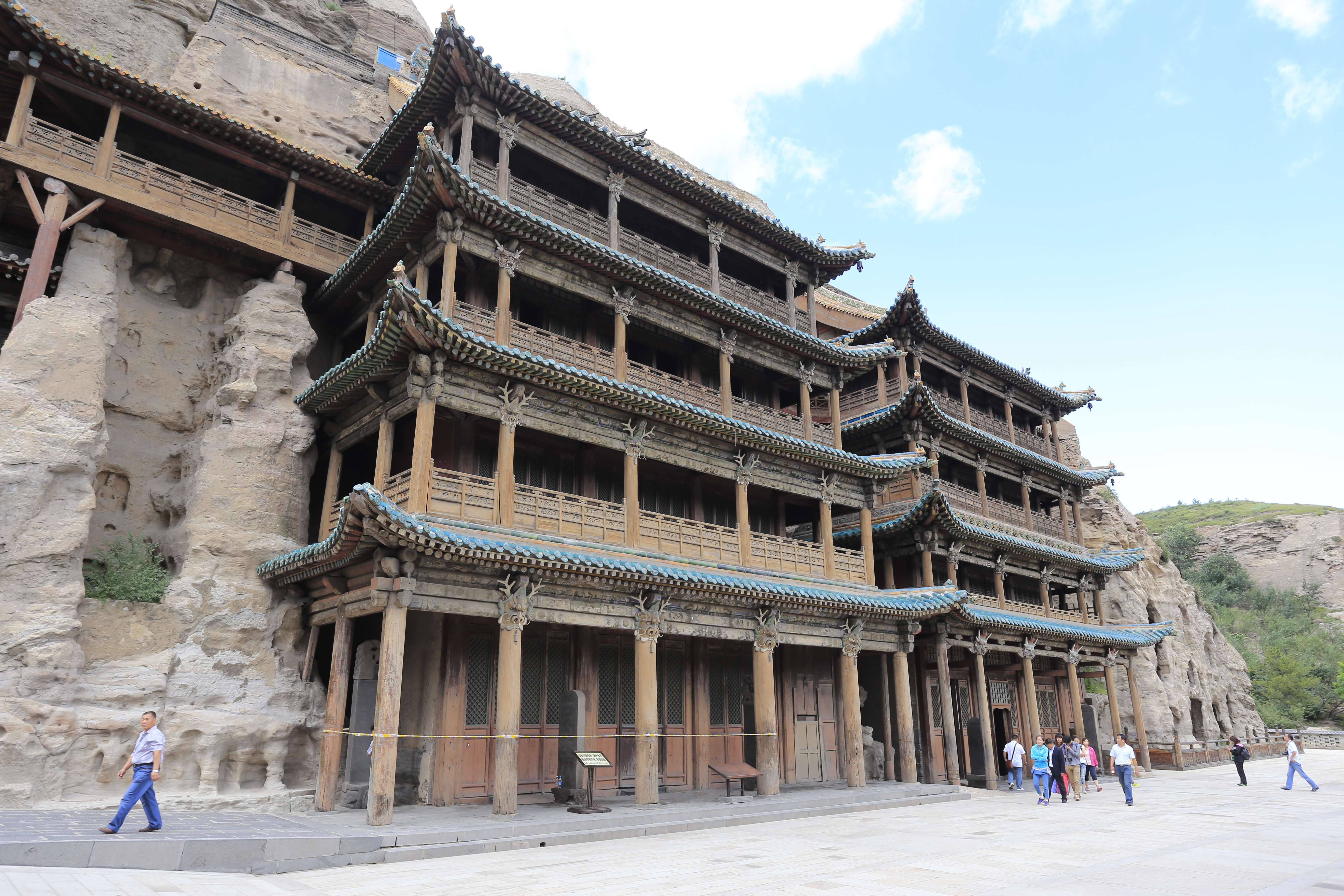
Hang 5 và 6
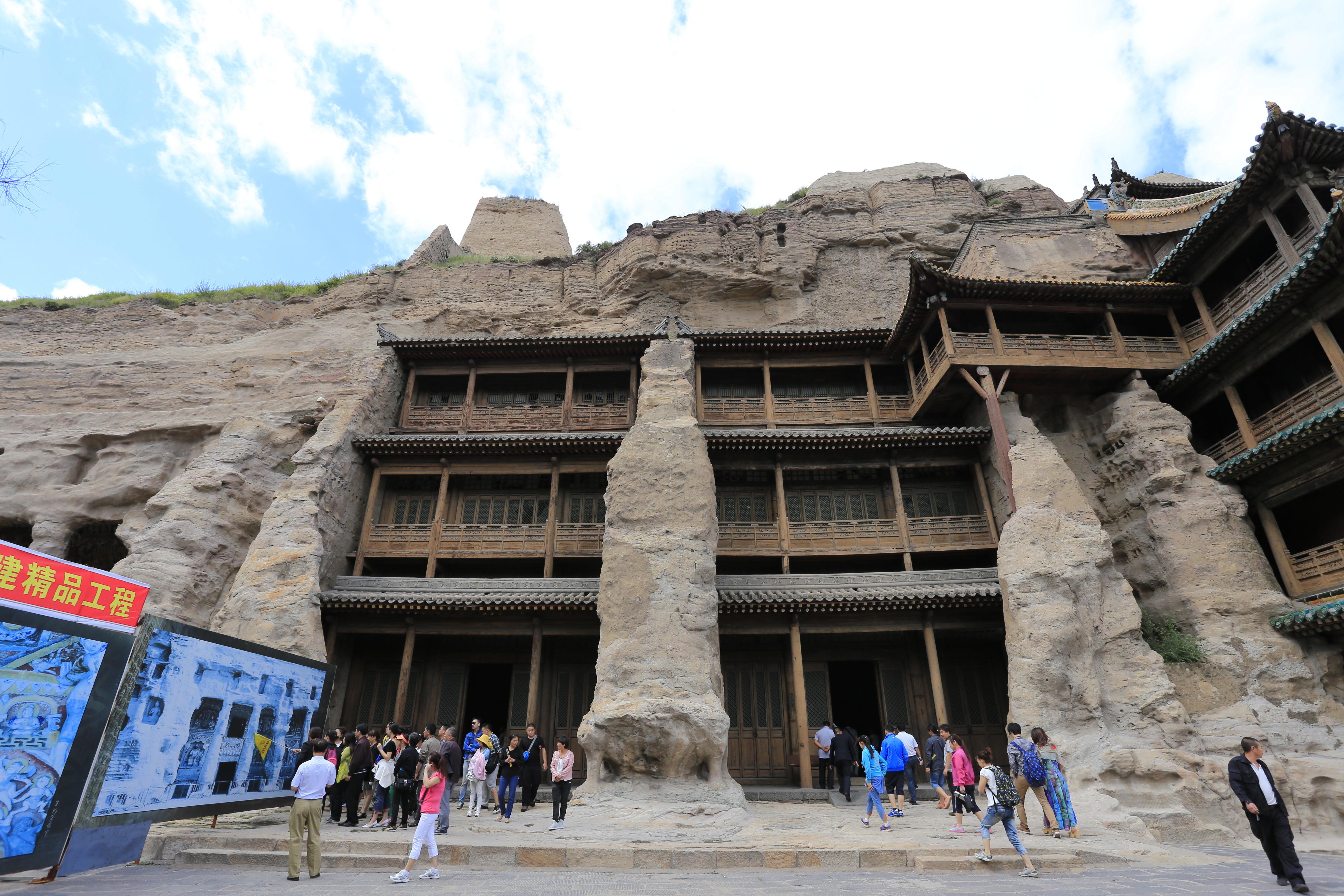
Hang 7 và 8
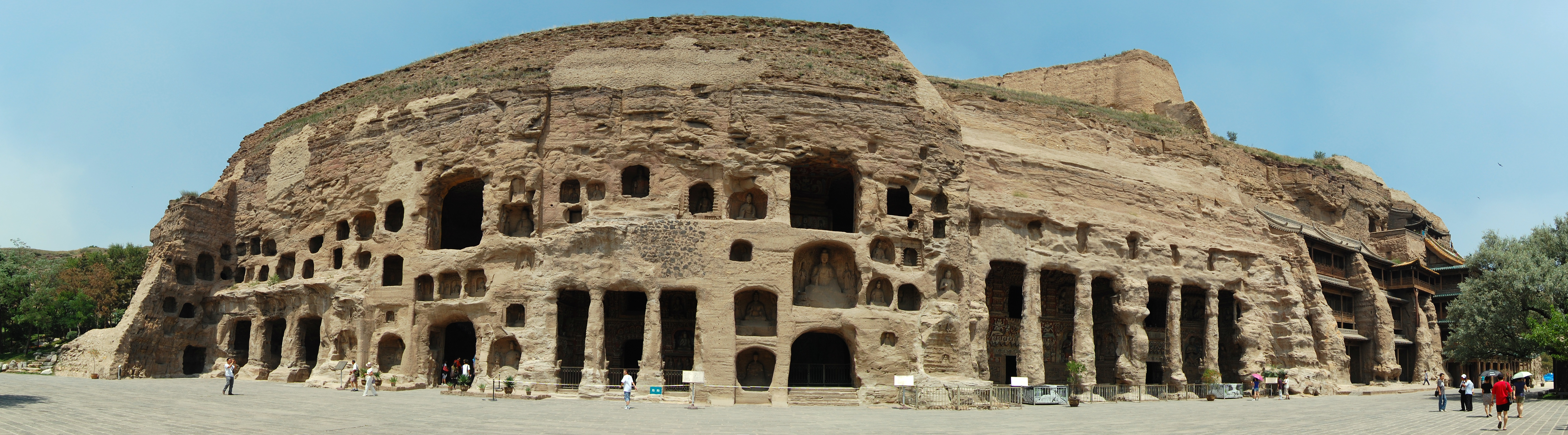
Hang 7 đến 13
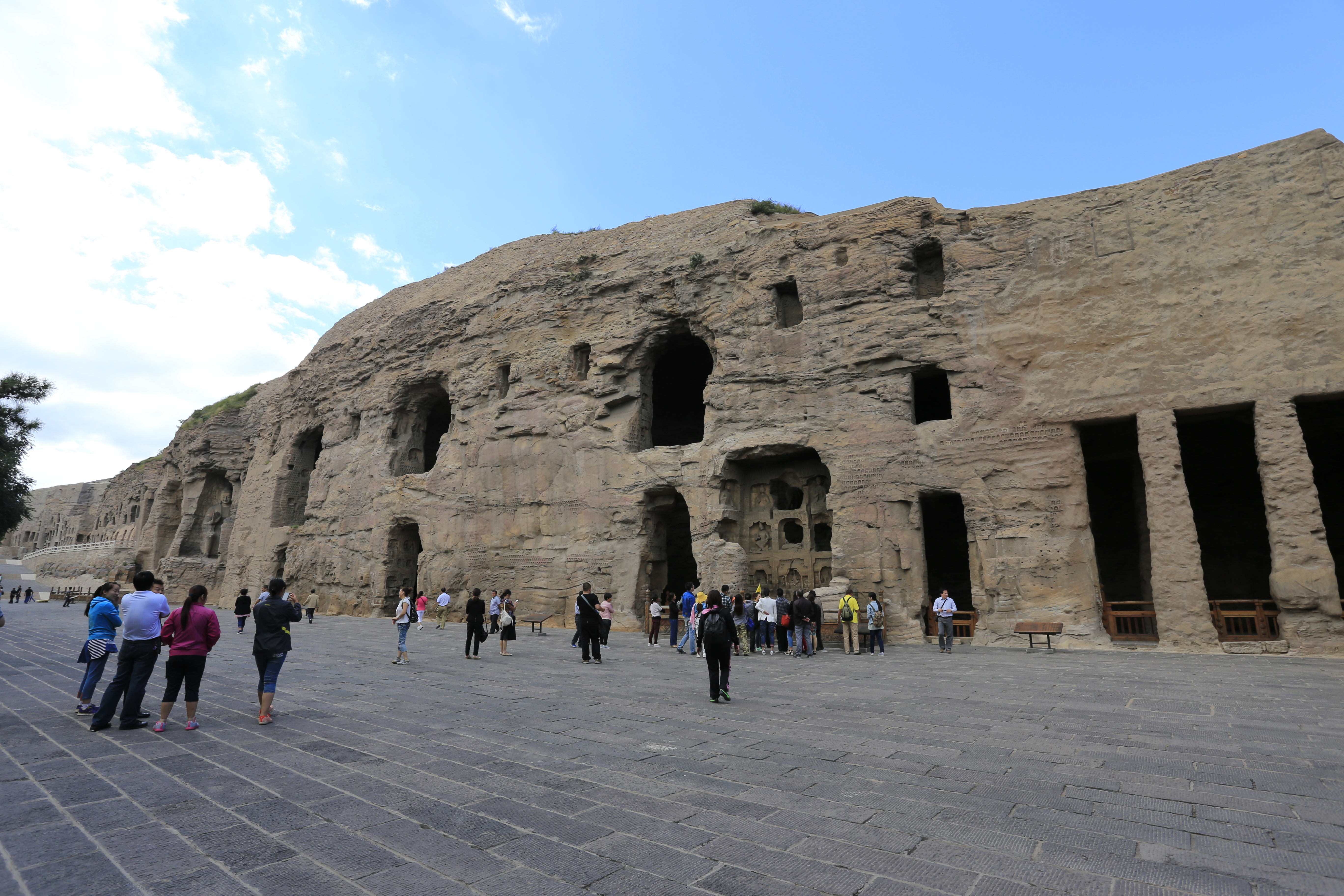
Hang 14 đến 20
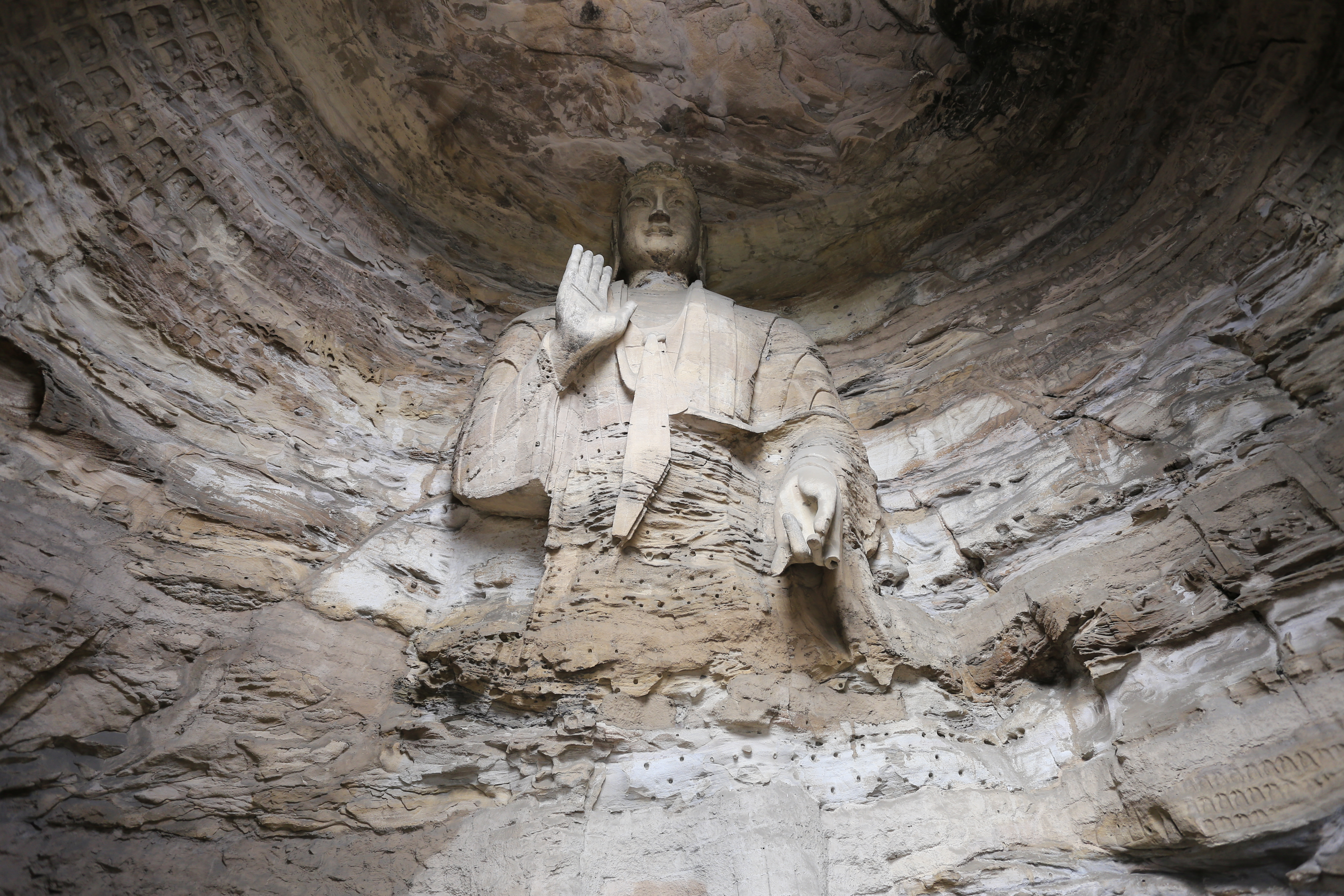
Hang 16
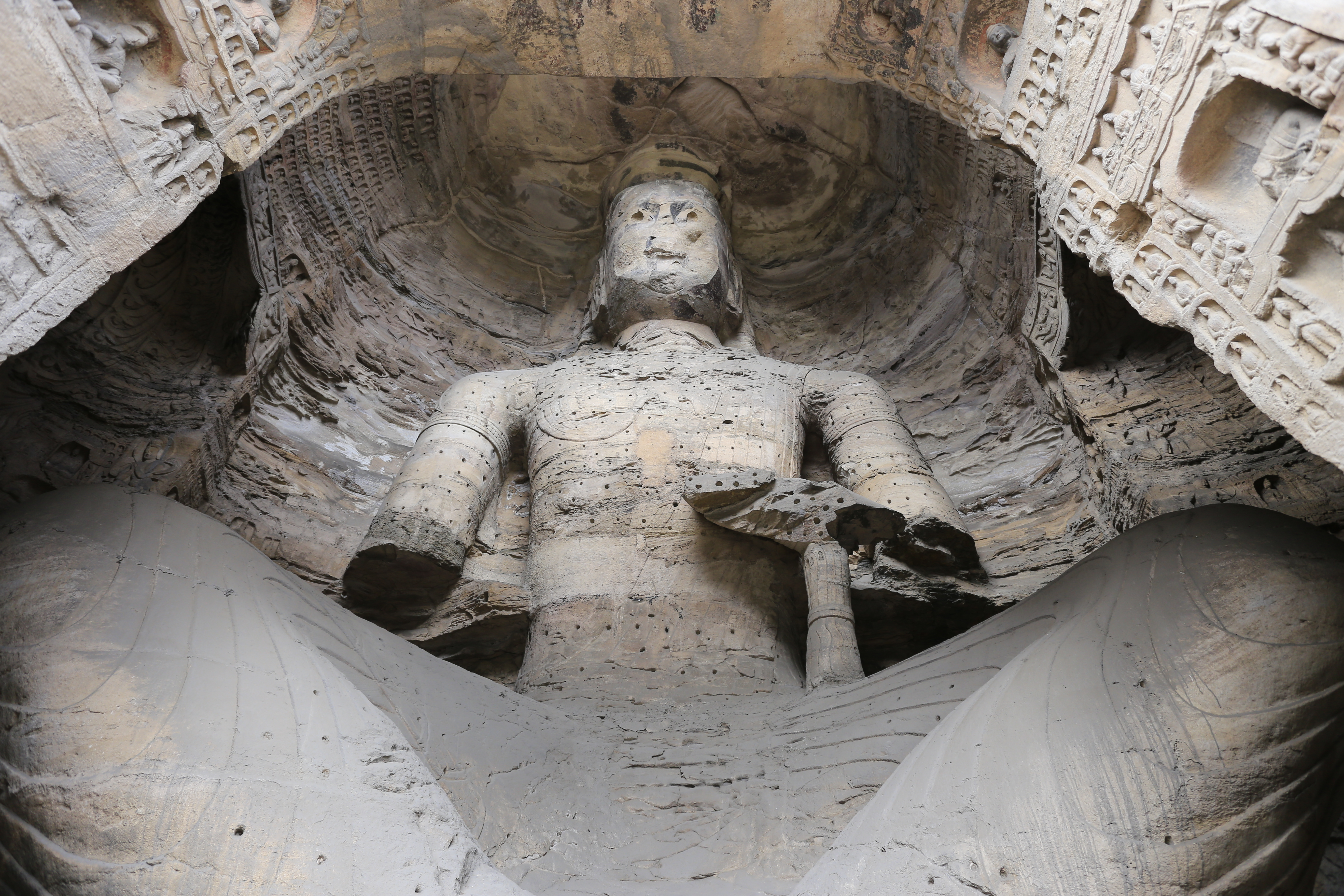
Hang 17
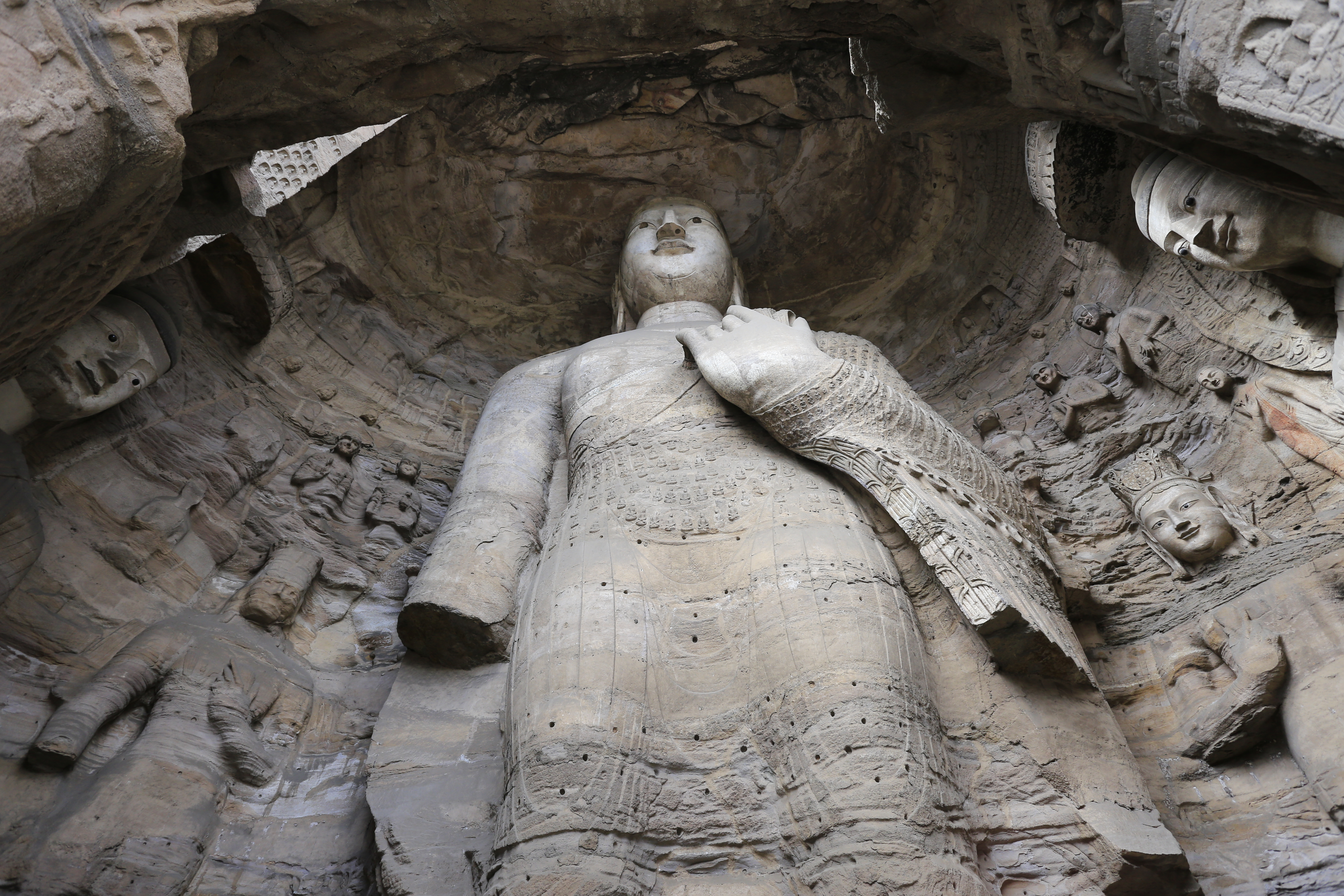
Hang 18
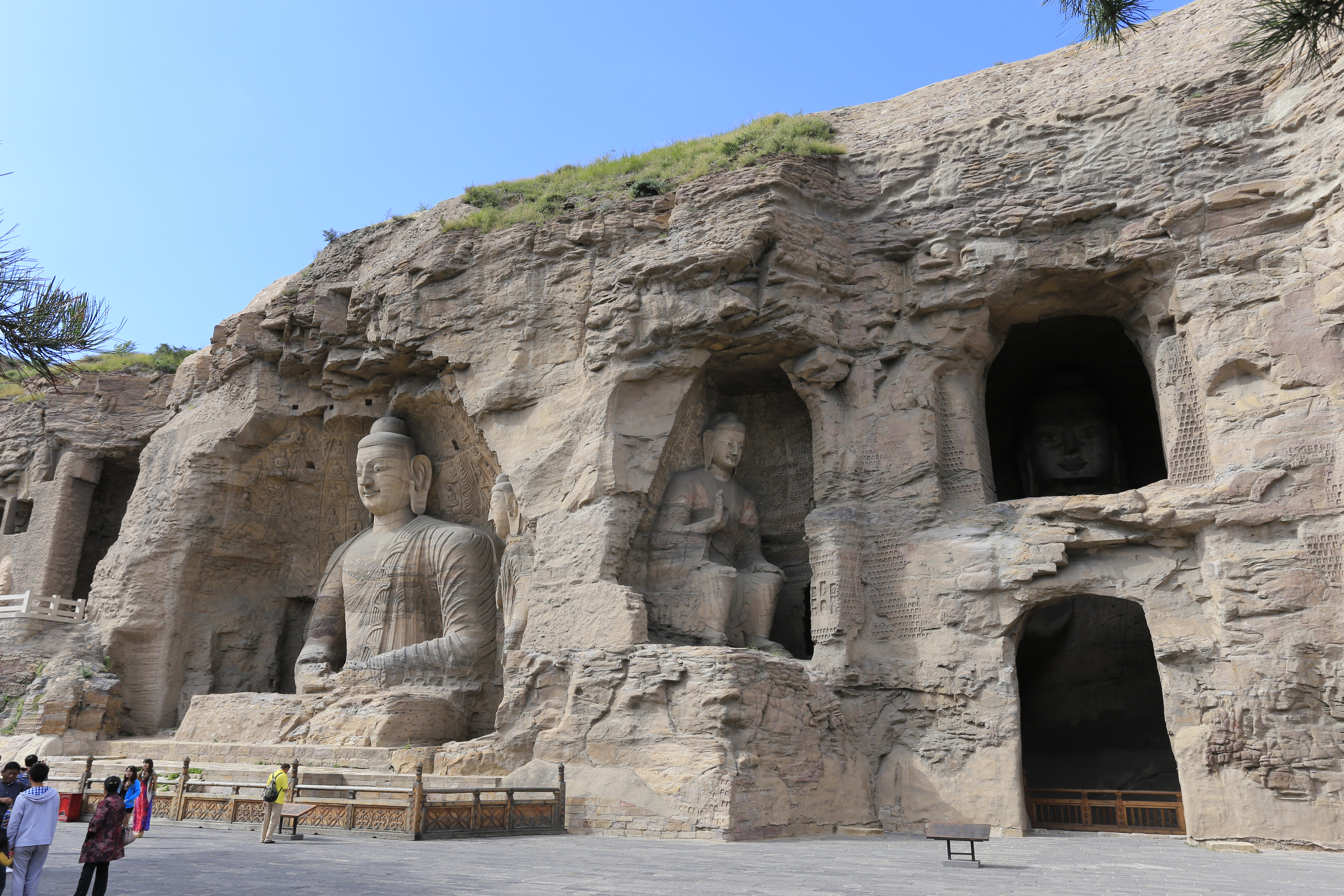
Hang 19 và 20
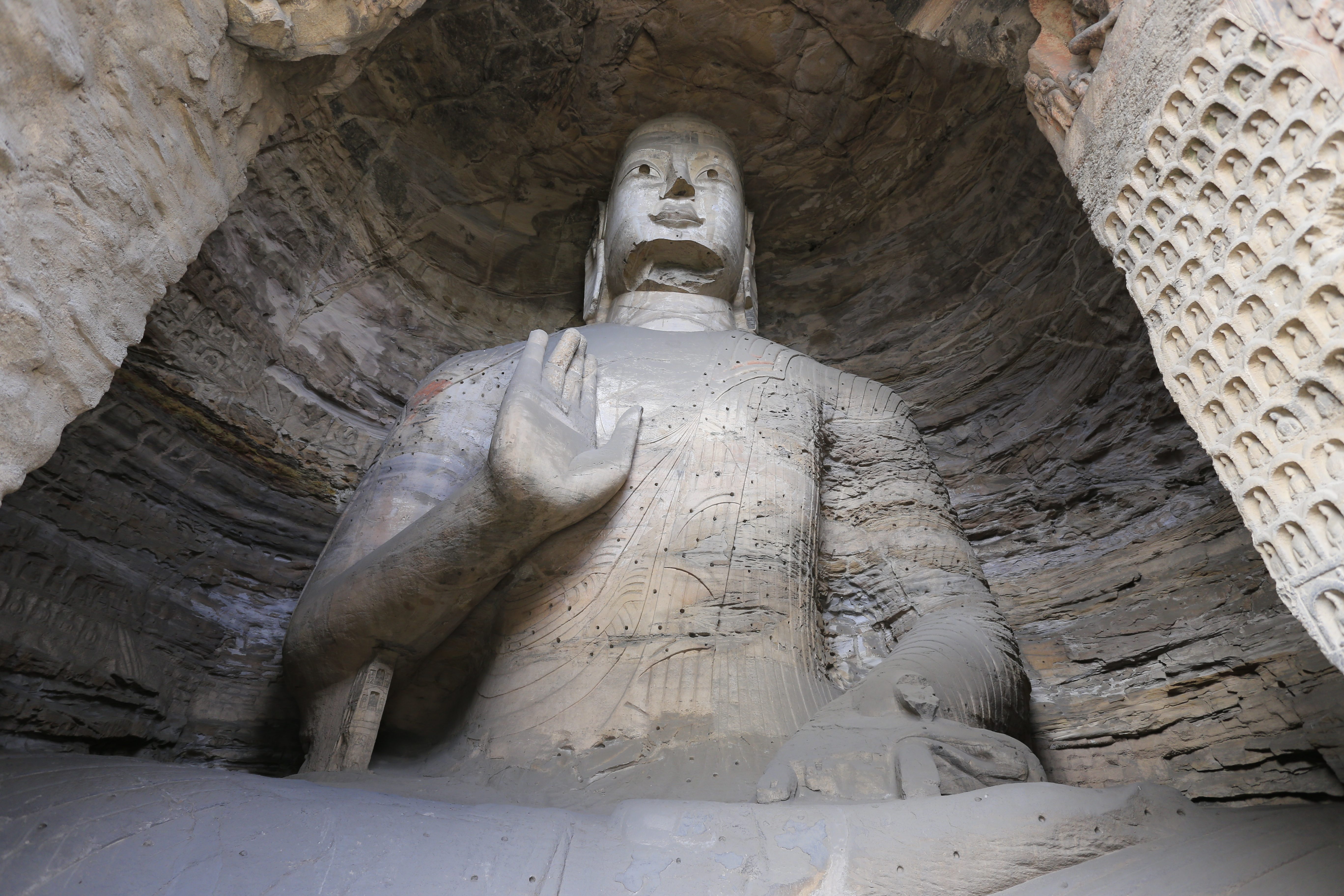
Bên trong hang 19
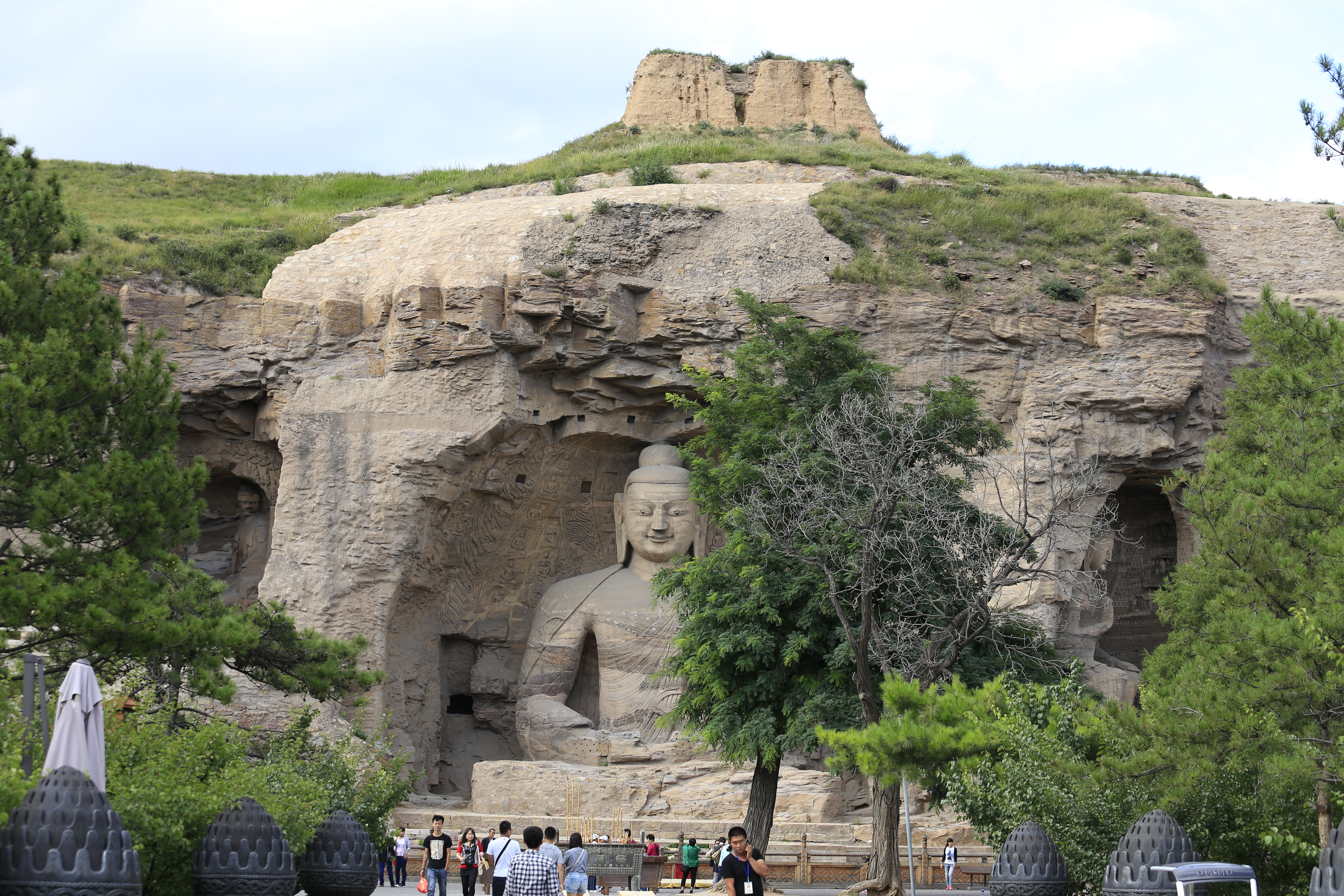
Hang 20 với tượng Phật nổi bật
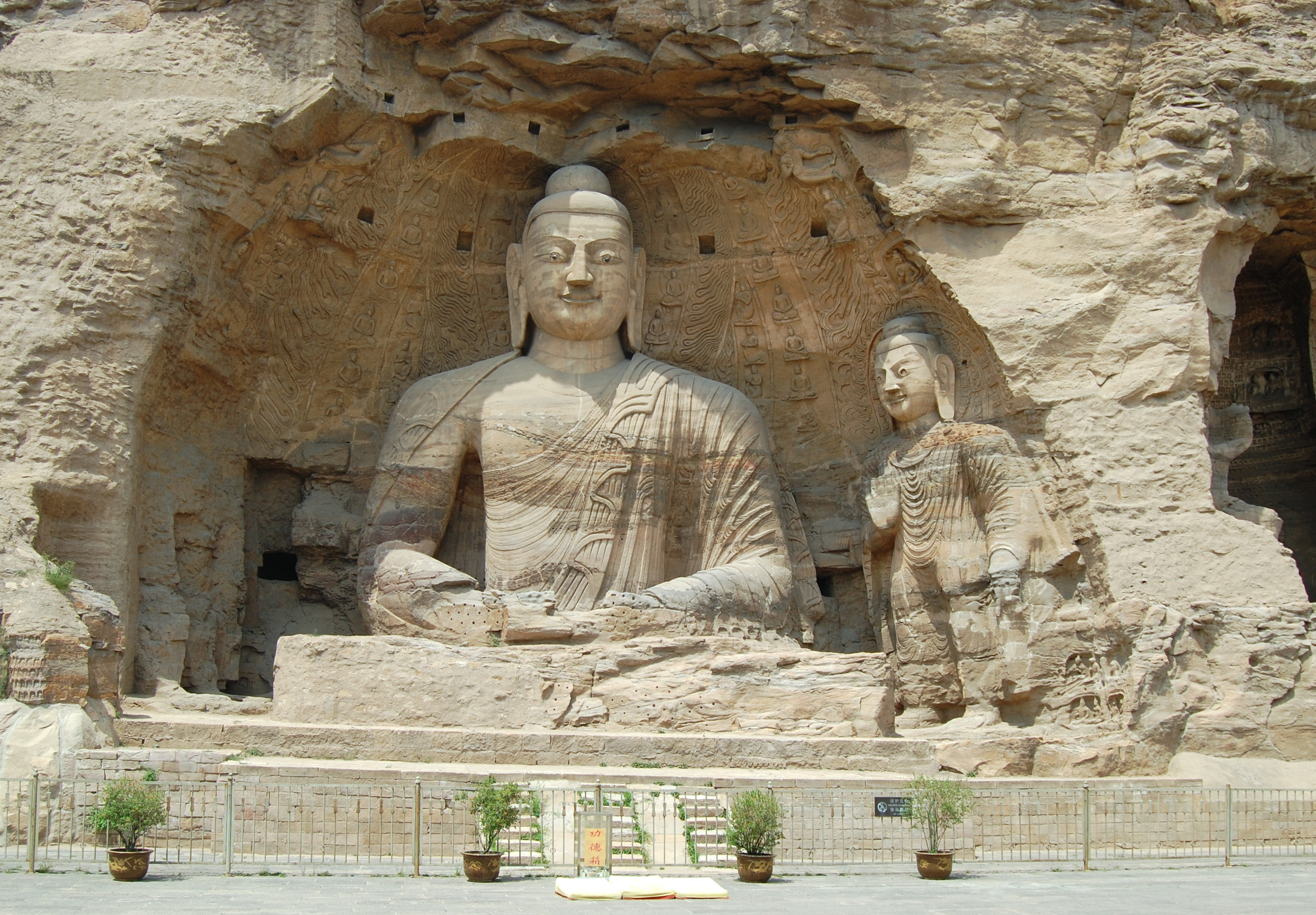
Hình ảnh tượng Phật hang 20
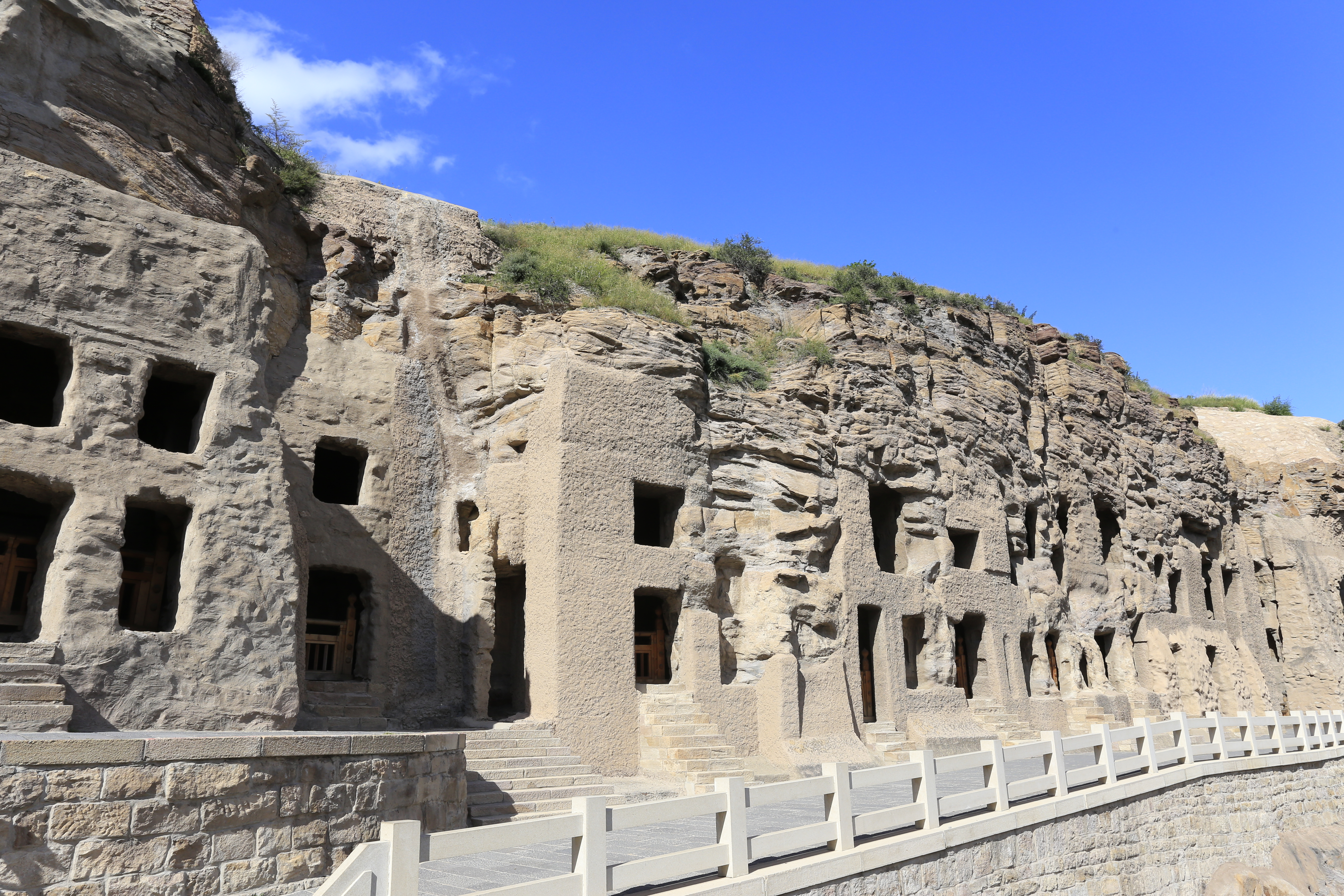
Từ hang 21 đến 31 ở cánh phía tây
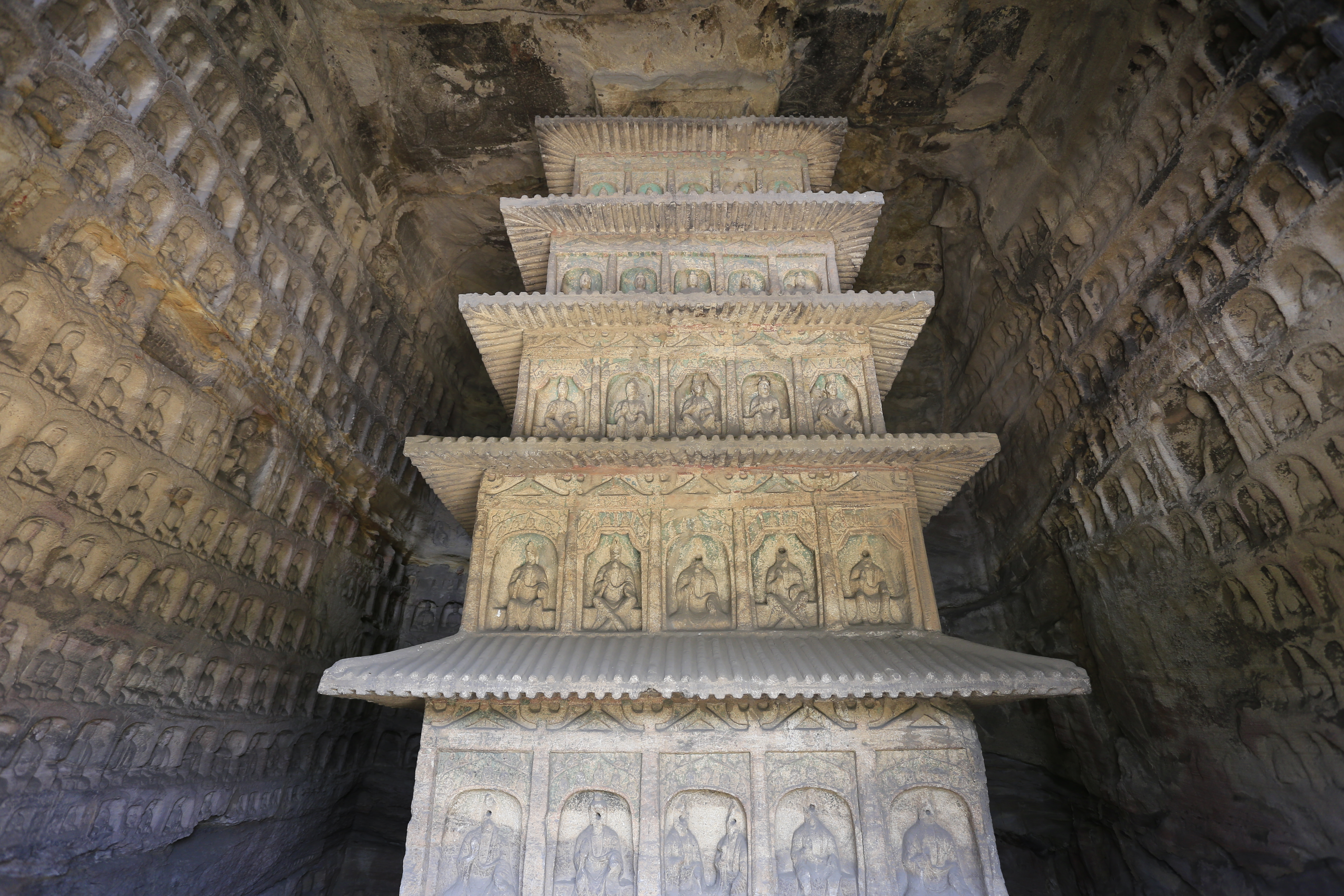
Hang 39